# Wladimir Iljitsch Ryndsjun

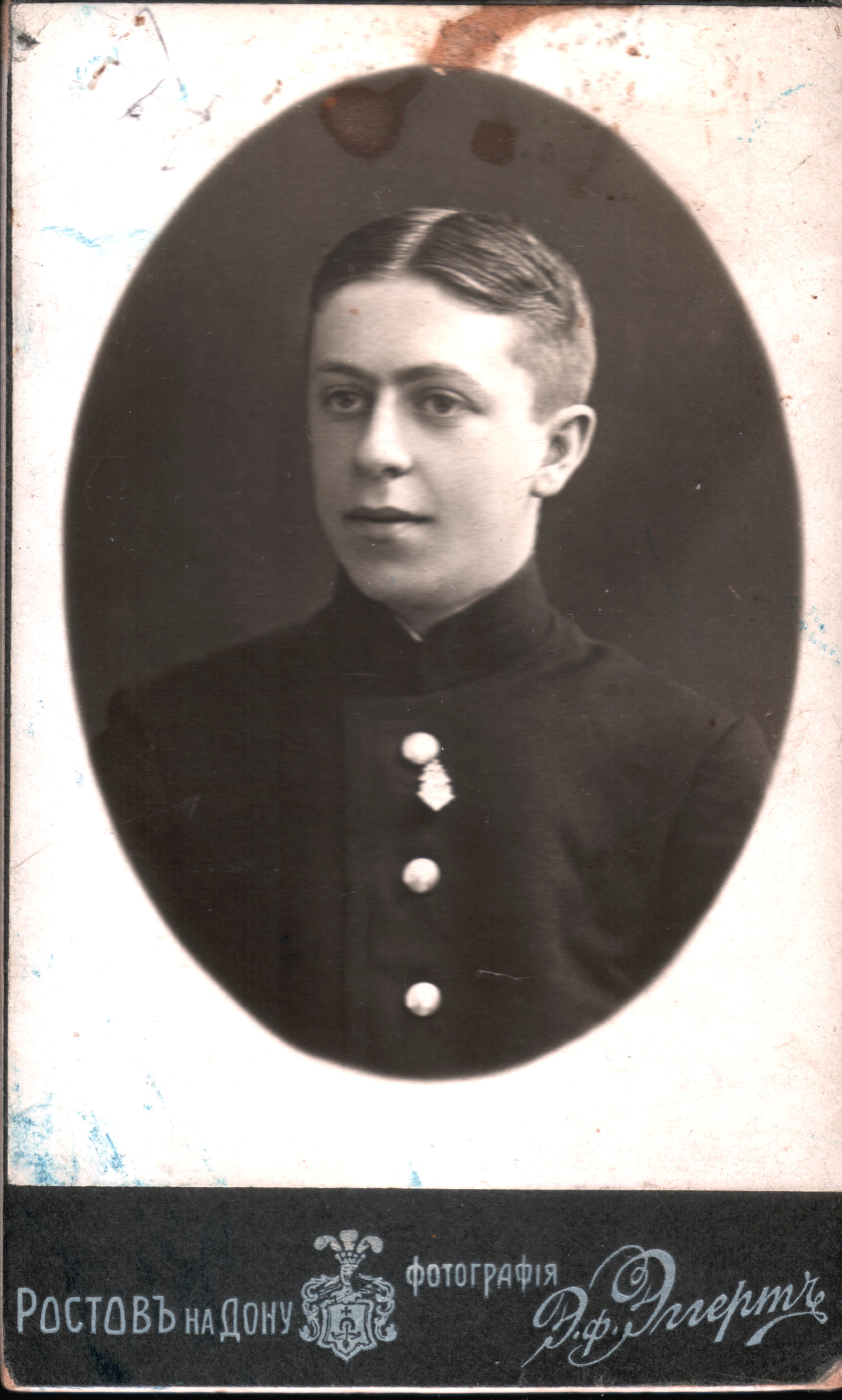
Wladimir Ryndsjun (1914)

Wladimir Iljitsch Ryndsjun (russisch Владимир Ильич Рындзюн, wiss. Transliteration Vladimir Il'ič Ryndzjun; Pseudonyme: A. Wetlugin, Voldemar Vetluguin; * 12. Februarjul. / 24. Februar 1897greg. in Rostow am Don; † 15. Mai 1953 in New York City) war ein russischer Schriftsteller und Journalist, später Filmproduzent in Hollywood.

## Leben
Wladimir Ryndsjun wurde in die Familie eines Arztes und Spezialisten  für Wasser- und Lichtheilkunde geboren, der in Rostow am Don ein eigenes Sanatorium betrieb. Seine ältere Schwester war die Bildhauerin Nina Niss-Goldman. Ryndsjun studierte Jura an der Lomonossow-Universität Moskau. Seine ersten literarischen Veröffentlichungen fallen in den Herbst des Revolutionsjahres 1917. Während des Russischen Bürgerkriegs publizierte Ryndsjun in diversen Zeitschriften in Südrussland und verwendete dabei u. a. das Pseudonym A. Wetlugin. 1918 schrieb er für eine anarchistische Zeitung in Moskau namens Schisn (Das Leben, transl. Žiznʹ ) und von April 1919 bis zum Januar 1920 war er Redaktionsleiter einer gleichnamigen Zeitschrift in Rostow, die jedoch der Freiwilligenarmee nahestand und mithin eine ganz andere politische Ausrichtung hatte. 1920 floh er zunächst nach Konstantinopel, von wo aus er mit finanzieller Hilfe literarischer Kreise der Emigration, darunter Alexander Kuprin, nach Paris abreiste. Hier schrieb er für die Zeitschrift Obschtschee delo (Die gemeinsame Sache, transl. Obščee delo), weiterhin unter dem Pseudonym A. Wetlugin. In seinem Überblick über die russische Exilliteratur erwähnt Gleb Struve A. Wetlugin als einen "talentierten und schneidenden Journalisten", der mit seinen Enthüllungen über die Weiße Armee und seinen zynischen autobiographischen Bekenntnissen Aufsehen erregt habe. Ferner nennt er ihn auch als einen Autor der Berliner Zeitschrift Russkaja Kniga/Nowaja Russkaja Kniga (Das russische Buch/Das neue russische Buch, transl. Russkaja Kniga/Novaja Russkaja Kniga), die dem Smenowechowstwo nahegestanden habe.
Am 1. Juni 1922 trat Ryndsjun bei einer Lesung im Berliner Blüthnersaal gemeinsam mit dem aus Moskau angereisten Sergei Jessenin und dem in Berlin lebenden Dichter Alexander Kussikow auf. Die Veranstaltung war als "Erster Moskauer Abend" angekündigt und wurde von Alexej Tolstoi mit einem Vortrag unter dem Titel O trech katorschnikach (Über drei Sträflinge, transl. O trech katoržnikach) eingeleitet. Ryndsjun las aus zwei Werken mit den Titeln Golye ljudi (Nackte Menschen) und Sentimentalny ubitza (Der sentimentale Mörder, transl. Sentimental'nyj ubijca). Die Lesung führte zu einer Diskussion innerhalb der Berliner Emigrantenpresse, die zum Teil den Versuch in ihr zu erkennen glaubte, die Sowjetunion gegenüber der Emigration aufzuwerten. Im selben Jahr begleitete Ryndsjun Sergei Jessenin und Isadora Duncan als Sekretär und Dolmetscher auf eine Reise in die USA.
Zwischen 1933 und 1943 arbeitete er, nunmehr unter dem Pseudonym Voldemar Vetluguin, als Redakteur der Frauenzeitschrift Redbook; das Branchenblatt Billboard schreibt 1953 in einem Nachruf, er sei Herausgeber (editor) gewesen, und man schreibe ihm die Popularisierung des Cover-Girl-Fotos zu.  Von den späteren vierziger Jahren an war Ryndsjun bei Metro-Goldwyn-Mayer tätig, zunächst wohl als Assistent von Louis B. Mayer und Leiter der Drehbuchabteilung, schließlich auch als Produzent. 1949 heiratete er die Schauspielerin Beverly Michaels, die in dem von ihm produzierten Film East Side, West Side, dt. Verlorenes Spiel im selben Jahr ihre erste kleine Rolle hatte. 1952 wurde er schuldhaft von ihr geschieden. Nach seinem Tod 1953 erbte sie sein anscheinend nennenswertes Vermögen.

## Ryndsjun als literarische Figur
In der Rezension einer Veröffentlichung Wetlugins schrieb Iwan Bunin, Wetlugin betrachte die Welt mit bleiernen Augen. Das Epitheton der "bleiernen Augen" wurde aufgegriffen und mehrfach auf ihn angewandt. In Alexei Tolstois Roman Die Emigranten erscheint Ryndsjun unter dem Namen Wladimir Lissowski. In dessen Beschreibung heißt es: "In seinen blauen Augen träumte eine bleierne Traurigkeit." Tolstois Enkelin Jelena Tolstaja hat versucht, das komplexe Verhältnis zwischen ihrem Großvater und Ryndsjun zu erhellen, und dabei darauf hingewiesen, dass bereits Gestalten in früheren Werken Tolstois Züge Ryndsjuns tragen, und dass Tolstoi zu dessen Charakterisierung neben seiner "semitischen" Physiognomie auch damals bereits das Epitheton der "bleiernen Augen" nutzte.

## Werk
Ryndsjuns literarische und journalistische Veröffentlichungen sind teilweise verschollen oder schwer aufzufinden. Nach der Jahrtausendwende sind einige seiner Bücher in Russland neu aufgelegt worden. Unter dem Namen A. Wetlugin veröffentlichte er u. a.:
- Avantjuristy graždanskoj vojny (dt. Abenteurer des Bürgerkriegs).  Izd. Sever, Paris 1921
- Tret'ja Rossija (dt. Das dritte Russland). Franko-russkaja pečat', Paris 1922
- Zapiski merzavca: Momenty žizni Jurija Bystrickogo (dt. Aufzeichnungen eines Schurken: Momente aus dem Leben des Juri Bystritzki). Roman, Berlin 1922
- Geroi i voobražaemye portrety (dt. Helden und imaginäre Porträts). Berlin 1922
- Posledyši. Očerki rasplavlennoj Moskvy (dt. Die Nachkommen oder Die Epigonen oder auch Die Übriggebliebenen. Skizzen des zerschmolzenen Moskau). Russkoe tvorčestvo, Berlin 1922

Unter dem Namen Voldemar Vetluguin produzierte Ryndsjun für MGM zwei Filme:
- Verlorenes Spiel (East Side, West Side), 1949
- A Life of Her Own, 1950